# 谺雄二
谺 雄二（こだま ゆうじ、1932年 - 2014年5月11日）は、日本のハンセン病患者・詩人・日本共産党員。

## 経歴
東京生まれ。1939年ハンセン病発病。国立療養所多磨全生園（東京都東村山市）に入所。1951年国立療養所栗生楽泉園（群馬県吾妻郡）に転園。1962年詩集『鬼の顔』出版。1999年原告として東京地裁にらい予防法人権侵害謝罪・国家賠償請求訴訟を提訴。2001年ハンセン病違憲国賠訴訟全国原告団協議会（全原協）発足。全原協会長。ハンセン病市民学会共同代表。
2002年、群馬県草津町議会議員補欠選挙に出馬（無所属）、落選。2004年には日本共産党第23回大会に代議員として出席し、ハンセン病患者運動や党活動、町議補選などの経験について発言した。
2014年5月11日午前3時54分、肺癌のため群馬県草津町の国立ハンセン病療養所栗生楽泉園で死去した。82歳没。

## 著書
- 『鬼の顔 詩集』昭森社 1962
- 『ライは長い旅だから 詩と写真』趙根在写真 皓星社 1981
- 『わすれられた命の詩 ハンセン病を生きて』ポプラ社 どんぐりブックス 1987
- 『知らなかったあなたへ ハンセン病訴訟までの長い旅』ポプラ社 2001
- 『栗生楽泉園入所者証言集』福岡安則,黒坂愛衣共編 栗生楽泉園入園者自治会 2009
- 『死ぬふりだけでやめとけや 谺雄二詩文集』姜信子編 みすず書房 2014